# Ladislav Sokolovský
Ladislav Sokolovský, né le 28 juillet 1977, à Přerov, au République tchèque, est un joueur tchèque de basket-ball. Il évolue au poste d'ailier.

## Palmarès
- Coupe de République tchèque 1999, 2001, 2003, 2005, 2007, 2008, 2009, 2010, 2011, 2012